# Preston Knowles
Preston Demond Knowles (Winchester, Kentucky, 29 de marzo de 1989) es un jugador de baloncesto estadounidense que pertenece a la plantilla del Mono Vampire de la ASEAN, la liga del sureste asiático. Con 1,85 metros de estatura, juega en la posición de base

## Trayectoria deportiva

### Universidad
Jugó durante cuatro temporadas con los Cardinals de la Universidad de Louisville, en las que promedió 7,7 puntos, 2,5 rebotes, 1,8 asistencias y 1,1 robos de balón por partido. En su última temporada fue incluido en el segundo mejor quinteto de la American Athletic Conference.

### Profesional
Tras no ser elegido en el Draft de la NBA de 2011, no fue hasta diciembre de ese mismo año cuando firmó su primer contrato profesional, con el BC Dnipro-Azot de la Superliga de Ucrania, pero fue cortado tras tres partidos en los que apenas promedió 1,7 puntos y 2,0 rebotes.
Regresó a su país, y en enero de 2012 firmó con los Springfield Armor de la NBA D-League, donde acabó la temporada promediando 7,3 puntos y 2,3 rebotes por partido. Al año siguiente fichó por el KAOD BC griego, donde jugó una temporada en la que promedió 12,5 puntos y 4,2 rebotes por partido.
En agosto de 2013 fichó por el Ironi Nes Ziona B.C. israelí, donde jugó dos temporadas, promediando 12,4 puntos y 2,2 rebotes en la primera y 10,8 y 2,8 en la segunda.
En julio de 2015 se pasa a la Lega Basket Serie A italiana al fichar por el Pistoia Basket 2000, donde jugó una temporada en la que promedió 11,8 puntos y 3,3 rebotes por partido.
La temporada 2016-17 la inició en el AEK Larnaca B.C. de la Liga de Chipre, pero abandonó el equipo tras dos partidos disputados. El 18 de diciembre fichó por el Maccabi Ashdod, regresando a la liga israelí.